# Сексуальне рабство

Арабський ринок секс-рабинь. Картина Жана-Леона Жерома (пр. 1884).

Сексуальне рабство — форма організованого насильницького залучення людей (переважно жінок та дівчат) до проституції. В українському законодавстві за ці злочини передбачена кримінальна відповідальність за ст. 149 Кримінального кодексу України (торгівля людьми або інша незаконна угода щодо людини).
Сексуальна експлуатація – це один з видів експлуатації праці людини, зокрема в галузі проституції (здійснення природних статевих актів, задоволення статевої пристрасті неприродним способом, вчинення будь-яких інших дій сексуального характеру з метою отримання доходів, а не на основі приязні чи особистої симпатії) чи в суміжних з нею сферах. Використання в порнобізнесі – це фактичне використання людини для створення предметів порнографічного характеру, незалежно від її ролі в даному процесі.
У сексуальне рабство можуть потрапити не лише молоді жінки, а й чоловіки, і навіть діти. Незалежно від статі й віку кожен може стати жертвою торгівлі людьми.

## Історія
До визнаних форм сексуального рабства належать гареми з наложницями і одалісками в них. Наложниць мали заможні і шановані чоловіки на зорі юдаїзму та в ранні біблійні часи. Якщо чоловік не мав дітей (особливо сина) від дружини, він міг зі служниці чи рабині зробити наложницю. Її сини вважалися синами законної дружини. Так Авраам і Сара були бездітні, і в старості Сара привела в спальню чоловіка свою служницю Агар, що народила від Авраама сина Ізмаїла. 
Старозавітний цар Соломон мав 700 дружин і 300 наложниць. Всі вони походили з чужих земель і були потрібні цареві з політичних причин. Шлюби скріплювали союзи держав. У рабовласницькі часи римлянин з доброї родини, часто одружений і з дітьми, міг вподобати рабиню і просто жити з нею, не оформляючи жодних змін. Рабиню потім могли відпустити на волю.
Князь Володимир мав п'ять законних дружин і гарем: 300 наложниць в Бєлгороді, 300 у Вишгороді і 200 в с. Берестовому недалеко від Києво-Печерської лаври. Це були в основному рабині з підкорених земель.
Китайські імператори мали великі гареми, що народ дуже схвалював. Піддані вважали, що володар має нелюдський запасом життєвої сили через секс з безліччю жінок, від яких виходить енергія інь. Так всім жителям передавалася гармонія інь-ян. Знать також мала гареми. Дуже часто, одружившись, вони робили наложницями найближчих родичок дружини. Тобто в Китаї наложниця — це племінниця або сестра дружини.
В ісламі гарем — заборонене місце, куди не могла потрапити дівчина зі сторони. Батьки вважали честю продати дівчинку султану. Дитину там вирощували, навчаючи вмінню підтримати розмову, танцям, теології, грамоті, музиці, етикету. Коли дівчина підростала, її показували панові. Якщо вона подобалася, батьки отримували великі гроші, а якщо ні — її не виганяли, але батьки отримували меншу суму. Якщо дев'ять років султан не звертав на неї увагу, наложниця мала право покинути гарем і навіть одружитись, отримавши "придане".
У гаремі жила не одна сотня жінок, і всі вони підкорялися суворим правилам. На нижчому щаблі стояли "джарійє", які займалися прибиранням і обслуговували інших наложниць. Далі слідували "одалик". Саме вони йшли з гарему, якщо султан ними не цікавився. Потім постійні фаворитки, "ікбал". Найвищу посаду обіймала мати правителя, валіде, яка керувала гаремом, а то і країною, і наложницею не була.

## У світі
Проституція та порноіндустрія мають перехідний статус. Країни, що приймають і впроваджують Шведську модель протидії проституції, законодавчо визнають проституцію та порноіндустрію формами сексуальної експлуатації жінок як частину насильства проти жінок на грунті гендерної нерівності, стереотипів та мізогінії, а також захищають права проституйованих осіб у рамці неоаболіціонізму, тобто як порятунок, реабілітацію та захист від секс-рабства. Країни, які ще не прийшли до Шведської моделі, тяжіють до легалізації проституції, вважаючи проституцію і порнографію "секс-роботою" і не сприяючи легальному виходу з неї, реабілітації проституйованих та профілактиці втягнення у проституцію. 
Від цього злочину найбільше страждають молоді жінки, неповнолітні дівчата. Сексуальна форма експлуатації  зачіпає  найінтимнішу сторону  в  житті людини й належить до найбільш цинічних злочинів, адже руйнує особисте життя людини, її майбутнє, сімейні стосунки. З іншого боку – злочинці отримують мільярди доларів саме  від використання жінок та дівчат на глобальному ринку сексуальних послуг. Експерти зауважують, що з початком пандемії значно зріс ризик потрапити у тенета торгівців людьми, адже багато громадян втратили роботу, джерело прибутку й ладні погоджуватися на будь-які пропозиції роботодавців, зокрема й досить сумнівні.
Україна за своїм географічним й геополітичним розташуванням  є країною походження, транзиту та призначення для чоловіків, жінок і дітей, яких вивозять за кордон із метою  комерційної сексуальної експлуатації й примусової праці. Головними країнами призначення для  вивезених  з України дівчат є Росія, Туреччина, Чехія, Об’єднані Арабські Емірати, Польща, Італія, Ізраїль, Німеччина, Болгарія та Греція.
Примус до заняття проституцією – найпоширеніша форма сексуальної експлуатації. За статистикою, до надання сексуальних послуг найчастіше змушують молодих жінок у віці від 19 до 30 років (75% потерпілих), але зустрічаються випадки залучення до секс-бізнесу як жінок старшого віку (до 40-45 років), так і чоловіків та дітей. Працювати  їм  доводиться в клубах і барах. Удень ці заклади мають вигляд звичайних кафе або ресторанів, а ввечері вони перетворюються на розважальні заклади з борделями.
Нерідко жінок утримують як рабинь у приватних квартирах, звідки сутенери возять їх до клієнтів. Більшість невільниць  перебувають  під наглядом 24 години на добу й виходять на вулицю тільки вночі, для того щоб дістатися до місця роботи.

Стати жертвою сексуальної експлуатації може будь-яка  жінка, яка  потрапила  в скрутне становище або бажає змінити  своє життя на краще, шукаючи роботу. Звісно, є категорія жінок, які більш вразливі до того, щоб стати жертвою торгівлі людьми. Це неповнолітні  дівчата, що проживають в неблагополучних сім’ях, випускниці  інтернатних закладів,   молоді  жінки, що  мають  економічні  й соціальні проблеми. Як показує досвід більшості з них, вирватися з рук злочинців дуже й дуже складно. Багатьох дівчат перепродували для надання сексуальних послуг по декілька разів, а ті, хто насмілилися висловити протест – безслідно зникали.

## В Україні
У червні 2020 року Державний секретар США Майк Помпео представив щорічний урядовий звіт щодо торгівлі людьми у світі. Серед іншого, у ньому йдеться про ситуацію з сексуальним рабством в Україні.
«Уряд України не повністю відповідає мінімальним стандартам із викорінення торгівлі людьми, але робить для цього відчутні кроки», – говориться у звіті. 
У 2013–2017 роках Україну було віднесено до низки «країн, за якими треба спостерігати», але із 2018-го і до цього року включно статус держави підвищили на одну сходинку до «рівня 2», куди віднесено такі країни, як Польща, Німеччина, Ліберія, Гондурас, Ісландія, Угорщина, Албанія, Молдова, Мексика, Чорногорія, Руанда, Катар, Сьєра-Леоне та інші.
У звіті зазначено, що українська влада докладає зусиль у розслідуванні випадків торгівлі людьми, примусової праці, розробляє законодавство для роботи за кордоном, проте суди занадто повільно розглядають справи, що «ймовірно, загострено через корупцію», а міжнародні організації фіксують «продовження недовіри до здатності уряду захистити жертв».
При цьому українки та українці продовжують бути жертвами трудового чи сексуального рабства у Вірменії, Азербайджані, Білорусі, Бельгії, Болгарії, Кіпрі, Данії, Німеччині, Угорщині, Ізраїлі, Латвії, Лівані, Литві, Чорногорії, Португалії, Польщі, Сенегалі, Словенії.
Окремо у звіті йдеться й про ситуацію на окупованих територіях Донбасу. 
«На територіях, контрольованих проросійськими силами, варіанти працевлаштування обмежені, – говориться у звіті, – торгівці людьми, за повідомленнями, викрадають жінок і дівчат із зони конфлікту для сексуального й трудового рабства в Україні та Росії».

### Рекомендації, яких слід дотримуватись, щоб не стати жертвою сексуального рабства
Експерти рекомендують дотримуватись правил:
1. Перш ніж виїхати за кордон, ви повинні зробити копії всіх документів. Бажано, щоб вони були на тонкому аркуші паперу та лежали у потаємній кишені, про яку ніхто не знає і не зможе здогадатися.
2. Залишіть координати своїм родичам чи друзям, яким довіряєте, для того, щоб у разі потреби вони знали, де вас шукати.
3. Придумайте кодове слово, яке зможе вказати вашим родичам чи друзям, що ви в небезпеці.
4. Вивчіть усе про іноземну країну, куди ви відправляєтеся: закони, мову, запам’ятайте номери телефонів консульства.
5. Майте на увазі, що всі українські фірми, які співпрацюють з іноземними, повинні надавати договір рідною та зрозумілою для вас мовою. Також у договорі повинна міститись інформація про кількість робочих годин, грошовий еквівалент оплати, соціальний пакет тощо.